# チャーリー・フレッチャー
チャーリー・フレッチャー（1960年 - ）は、イギリスの脚本家・小説家。映画やテレビで長年執筆し、その後は子ども向けの小説『ストーンハート』の著者として知られる。

## 略歴
セント・アンドルーズ大学で英文学を学んだ後、映画業界でキャリアをスタートし、その後BBCで映画編集に従事した。後に南カリフォルニア大学の大学院で脚本の学位を取得した。

## 著作
- ストーンハート三部作
  - ストーンハート（Stoneheart）（2006年）
  - アイアンハンド（Ironhand）（2007年）
  - シルバータン（Silvertongue）（2008年）
- Far Rockaway（2011年）
- Dragon Shield 三部作
  - Dragon Shield (2014年)
  - Dragon Shield 2 The London Pride (2015年)
  - Dragon Shield 3 The City of Beasts (2016年)
- The Oversight 三部作
  - The Oversight (2014年)
  - The Paradox (2015年)
  - The Remnant (2017年)
- A Boy and his Dog at the End of the World（2019年）C.A.Fletcher名義